# Mai Tiến Thành
Mai Tiến Thành (ur. 16 marca 1986 w Thanh Hóa) – wietnamski piłkarz występujący na pozycji obrońcy w klubie The Vissai Ninh Bình.

## Kariera piłkarska
Mai Tiến Thành w młodości szkolił się przez kilka miesięcy w zespole Leeds United. Od 2003 roku grał w Thanh Hóa FC, zaś po sezonie 2008 odszedł do drużyny The Vissai Ninh Bình. Obecnie jego zespół gra w pierwszej lidze wietnamskiej.
Zawodnik ten jest także reprezentantem Wietnamu. W drużynie narodowej zadebiutował w 2006 roku. Został również powołany na Puchar Azji 2007, gdzie jego drużyna odpadła w ćwierćfinale, jednak nie pojawił się na boisku w żadnym spotkaniu.